# El ojo en la nuca
El ojo en la nuca è un cortometraggio messicano del 2001 diretto da Rodrigo Plá con Gael García Bernal nel ruolo da protagonista. Il film di genere politico mette in luce la fragilità di un sistema democratico quando l'unico potere decisionale concesso al popolo è costituito dal processo elettorale.

## Sinossi
Negli anni 70, durante la dittatura militare in Uruguay, il giovane Pablo Urrutia è testimone dell'omicidio di suo padre per mano del Generale Gustavo Díaz. Nel 1989, il nuovo governo uruguayano indice un referendum per annullare le condanne ai criminali della dittatura. Per pochissimi voti l'amnistia viene inspiegabilmente accolta. Una settimana dopo il referendum, Pablo lascia la sua ragazza a Città del Messico per fare ritorno a Montevideo, in Uruguay. È intenzionato ad uccidere il Generale Díaz, sfruttando la Legge del Duello che non è ancora stata revocata. La legittima richiesta di Pablo mette al muro il Generale e attira l'interesse dei media. La mattina del duello, a pochi secondi dal suo compimento, i duellanti vengono informati che il governo uruguayano, con l'atto 1531, ha appena sospeso la Legge del Duello. A questo punto Pablo viene messo sotto arresto.

## Produzione
Il film è stato girato a Montevideo, in Uruguay.

## Riconoscimenti
- 2000 – Festival internazionale del cinema di Guadalajara
  - Candidatura per il miglior cortometraggio
- 2001 – Festival international du court métrage de Clermont-Ferrand
  - Candidatura per il miglior cortometraggio
- 2001 – Festival internazionale del cinema di Valdivia
  - Miglior cortometraggio
- 2001 – Havana Film Festival 
  - Miglior cortometraggio
- 2001 – Premio Ariel
  - Miglior cortometraggio
- 2001 – Student Academy Awards
  - Premio onorario a Rodrigo Plá
- 2001 – Uruguay International Film Festival 
  - Candidatura per il miglior cortometraggio